# Ludo Vandromme
Ludo Vandromme (Izegem, 22 gennaio 1945) è un ciclista su strada belga.

## Carriera
Professionista per soli quattro anni, ottenne comunque diverse vittorie nelle classiche di un giorno belghe, oltre ad un secondo posto alla Gullegem Koerse.

## Palmarès
- 1963

Gent-Wervik
- 1966 (Mann - Grundig, tre vittorie)

Circuit du Port de Dunkerque
Grand Prix Raf Jonckheere
GP Péruwelz
- 1967 (Mann - Grundig, tre vittorie)

De Panne
1ª tappa Giro del Belgio (Bruxelles > Bouillon)
4ª tappa Quatre Jours de Dunkerque (Dunkerque > Boulogne)
- 1968 (Flandria - De Clerck, due vittorie)

2ª tappa, 2ª semitappa Volta a Portugal (Vila do Conde > Vila do Conde)
7ª tappa, 2ª semitappa Volta a Portugal (Viseu > Anadia)

### Altri successi
- 1963

Harelbeke-Kluisbergen-Harelbeke
- 1964 (Libertas)

Lokeren
- 1966 (Mann - Grundig)

Criterium di Ledegem
Criterium di Antoing
Criterium di Harelbeke
Criterium di Roeselare
- 1967 (Mann - Grundig)

Criterium di Kachtem
2ª tappa, 2ª semitappa Giro del Belgio (Han-sur-Lesse, cronosquadre)
- 1968 (Flandria - De Clerck)

Criterium di Boezinge

## Piazzamenti

### Classiche monumento
- Milano-Sanremo

1967: 36°
1968: 41°
- Giro delle Fiandre

1968: 9°
- Parigi-Roubaix

1967: 57°
- Giro di Lombardia

1966: 25°